# Принц Цербино
«Принц Цербино, или Путешествие в поисках хорошего вкуса» (нем. Prinz Zerbino, oder die Reise nach dem guten Geschmack) — драматическая сказка немецкого писателя Людвига Тика, опубликованная в 1799 году. Была задумана как пародия на роман Кристофа Мартина Виланда «Дон Сильвио де Розальва». Основной сюжетный мотив здесь «исцеление от мечтательности», и литературоведы констатируют, что у Тика получилось скорее подражание Виланду. А. Морозов характеризует сказку как «довольно водянистую».